# Крисько Віктор Васильович
Крисько Віктор Васильович — український скрипаль, альтист, композитор і продюсер.
Народився 16 серпня 1959 р. у Чернівцях. Закінчив Київську консерваторію (1988, клас А. Мельникова).
Автор музики до художніх фільмів: «Відвідування» (1989), «Луна» (1990), «Єлисейські поля» (1993), «Мийники автомобілів» (2001), «Солодкі сни» (2006), «Усі повинні померти‎» (2007) тощо.
Постійний музикант групи «Er.J.Orchestra».
Співпрацює з Романом Колядою, будучи учасником К-Тріо.